# Tezaurusz
A tezaurusz a tudás „kincsesháza” vagy „raktára”, miként egy szótár vagy enciklopédia. Értelem szerint rendezett szavak vagy fogalmak gyűjteménye, antonimák és szinonimák szótára. A tezaurusz szó latin thesaurus, „kincs”, „kincsesház” jelentésű szóból ered, amely viszont az ógörög θησαυρός (thészaurosz) átvétele.
Az információkereső tezaurusz természetes nyelven kifejezett fogalmak olyan tartalmilag szabályozott, szükség szerint változtatható szótára, amelyben feltüntetik a legfontosabb fogalmi összefüggéseket. A tezaurusz fő rendeltetése az információk feldolgozása és keresése.
Az a tény, hogy „természetes nyelven kifejezett” fogalmakról van szó, nem jelenti azt, hogy kulcsszavas osztályozásról beszélhetünk. Ezt a tényt az fejezi ki, hogy „szabályozott” szótárról van szó.

## Fejlődéstörténete

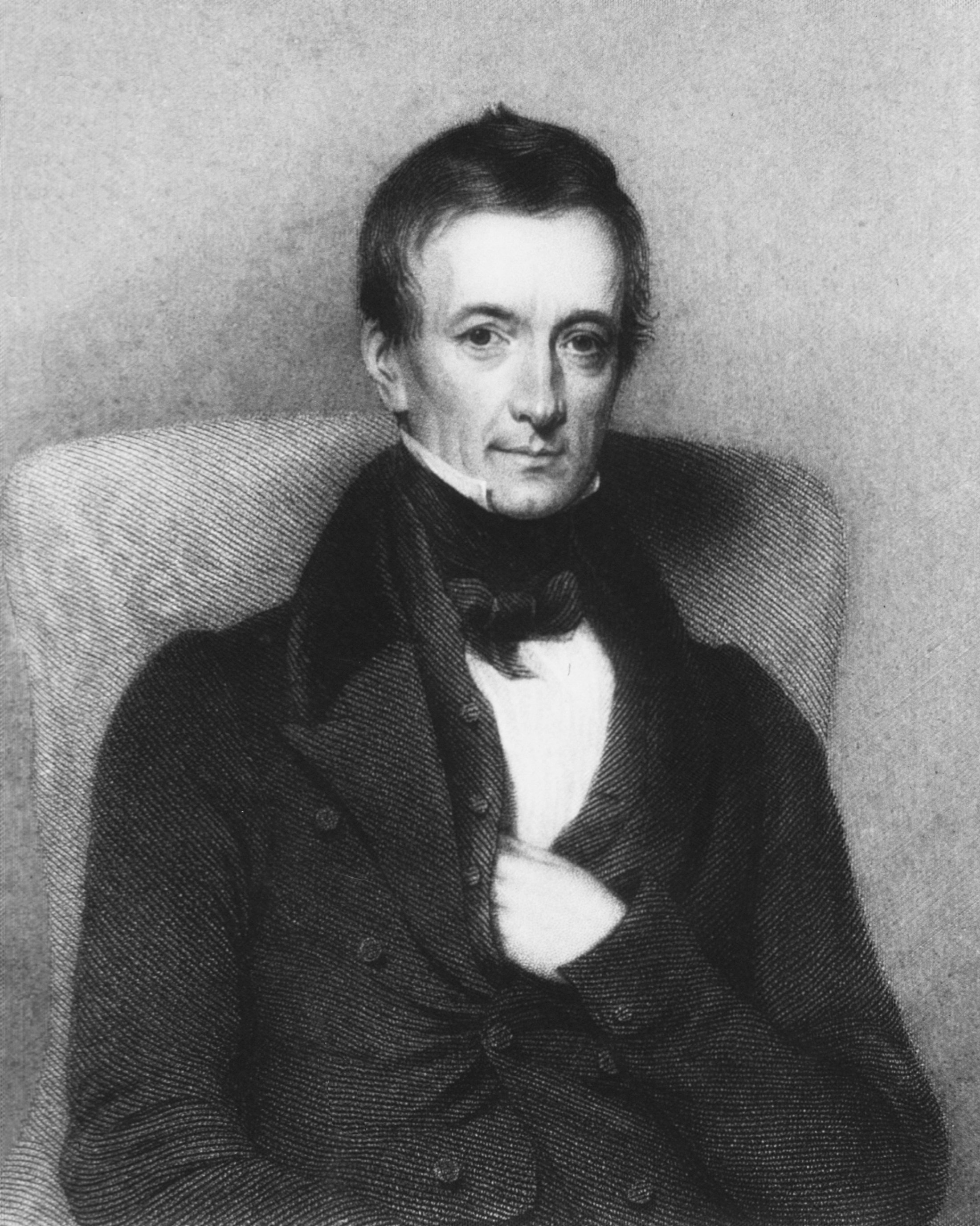
Peter Mark Roget, az első tezaurusz szerzője

A hagyományos könyvtári gyakorlatban a könyveket tartalmi szempontból, az ismeretek valamilyen filozófiai rendszeréből kiindulva rendezték. Az osztályozó feladata volt, hogy a könyveket a hierarchikus táblázatok alapján a megfelelő helyre tegye. Az osztályozási rendszer készítőjének pedig az volt a feladata, hogy az osztályozót elegendő skatulyával lássa el. Az ismeretek bővülését rugalmasan kellett követniük. Mindaddig, míg az új ismeretek egyneműek voltak a korábbiakkal, mindössze a táblázatok hierarchikus felsorolásai lettek egyre hosszabbak. A szakirodalom mennyiségének növekedése viszont megkövetelte a tárgykörök rendezésének alapvető átértékelését.
Az első „tezaurusz”-t 1852-ben tették közzé – Roget's Thesaurus néven –, amely az angol nyelv szinonimaszótárának készült.
Elsőként Charles Ammi Cutter fogalmazott meg szabványokat a betűrendes tárgyi katalógusokhoz; ezek első kiadása 1876-ban jelent meg. A betűrendes tárgyi katalógus első szabályozott szótára az amerikai könyvtári társaság 1985-ben kiadott tárgyszójegyzéke volt a szótárkatalógushoz.
A praktikus keresőszolgáltatások kialakítása terén fontos szerepet játszott az információkeresés fogalmának megalkotója, Mortimer Taube. Az általa útnak indított koordinált indexelés kiszabadította a mutatókészítést a hagyományos, hierarchikusan strukturált tárgyszavas eljárás szemléletéből..
1951-ben készített Uniterm rendszere játszotta a legnagyobb szerepet a tezauruszok létrejöttében. A szövegből kiválasztott egytagú szavakkal reprezentálják a dokumentumok tartalmát, és semmiféle szemantikai és szintaktikai szabályozást nem alkalmaznak.
Az Amerikai Hadászati Műszaki Információs Központban készítette el 1960-ban az első ilyen tezauruszt, 1961-ben pedig az Amerikai Vegyészmérnökök Intézete adta közre a Műszaki Kémiai Tezauruszt. Az amerikai mérnökegyesület 1964-ben kiadott Műszaki Fogalmak Tezaurusza alapja a Műszaki Kémia Tezaurusz volt, csak sokkal inkább műszaki felhasználására készült.
Az UNESCO 1970-ben kiadott egynyelvű tezauruszokra vonatkozó irányelveket. 1979-ben kiadott angol szabványra hatottak mindezek az előzmények.
Csaknem teljesen önálló, a többitől különböző kezdeményezés volt az Unesco 1976-ban kiadott, 1979-ben pedig javított változatában megjelent irányelve a többnyelvű tezauruszok készítéséről, mely 1985-ben a többnyelvű tezauruszok szerkesztésére vonatkozó ISO 5964 szabványt eredményezte. Mindkét irányelv hatással volt az egynyelvű tezauruszok 1983-ban közzétett 2. kiadásának tervezetére, majd később a végleges, 1986-ban megjelent változatára.
A KGST államok szovjet irányítással épülő és a nyolcvanas években félbehagyott Nemzetközi Tudományos és Műszaki Információs Rendszerének egy- és többnyelvű tezaurusz-szabványai alapelveikben megegyeznek az Unesco irányelvekkel és az ISO szabványaival.
A tezauruszszerkesztési tudnivalóban gazdag szabványok magyar fordítását az OMIKK és a Nemzetközi Tudományos és Műszaki Információs Rendszer normatív-műszaki dokumentumaiból összeállított kötetekben adta közre.
Az egynyelvű tezauruszokra vonatkozó MSZ 3418 első és második kiadása a nemzetközi szabványnál részletesebben adja meg a relációkat. 1992-ben az IFLA egyik munkatársa elkészítette a tartalmi feltárás lexikai egységeire vonatkozó szabványtervezetet. Ebben a részben szabályozzák, hogy milyen szerkezetű tételt alkossanak az állományba szervezett tárgyszavak, illetve a deszkriptorok.
Az információkereső tezaurusz a lexikai egységek közötti kapcsolatok feltárására és visszakeresésére szolgál. Nem a szövegösszefüggésekre, hanem az értelmi összefüggésre építenek, alkalmasak a generalizált tartalmak összefoglalására. A tezauruszok készítése a 70-80-as években élte virágkorát. Nem csak a könyvtártudomány területén használatosak, tágabb értelemben a szótár szinonimájaként értelmezhetjük.
A deszkriptor olyan kifejezés, amely a fogalmak leírására és visszakeresésére közvetlenül alkalmas, a nemdeszkriptor a deszkriptor szinonimájának tekinthető, és az információ leírására és visszakeresésére csak a vele összekapcsolt deszkriptor segítségével alkalmas. A tezaurusszal megoldható a dokumentumok osztályozása és indexelése, az azonos tartalmú dokumentumok csoportba sorolhatók, valamint az egyedi információk leírhatók. Továbbá felhasználható keresőprofilok szerkesztésére is, de fontos szerepe van a szakterminológia egységesítésében is.
A tezaurusz az információs szakemberek munkaeszköze, és két kiemelkedően fontos gyakorlati rendeltetése van:
- a dokumentumok információtartalmának kifejezése egyértelmű, szabványos formájú és jelentésű fogalmakkal,
- az információkeresés szabványosítása, az információs szolgáltatás egyöntetűségének, hatékonyságának biztosítása.[9]

A tezauruszkészítés legismertebb magyar szakembere és szerzője Ungváry Rudolf.

## Típusai
Megkülönböztetünk:
- makrotezauruszt és
- mikrotezauruszt.

A makrotezaurusz általános, egyetemes, minden tudományterületet átfogó tezaurusz, amelynek koordináló szerepe van. A mikrotezaurusz egy szűkebb szakterület fogalmait gyűjti össze és rendezi relációk segítségével egységes egésszé.

## Szerkezete
A tezaurusz bevezető és szótári részből áll.
A szótári rész további tagolása:
- Főrész: A tezaurusz főrészének szervezeti egységei a deszkriptorcikkek és nemdeszkriptorcikkek (közös nevükön tezauruszcikkek). A deszkriptorcikk élén a vezérdeszkriptor áll.[10]
  - A cikkek vezérdeszkriptorai betűrendjében soroljuk be a gyűjteménybe. A tezauruszban a tezauruszcikkek ugrószámozásúak, a bővítési lehetőség érdekében.
- Betűrendes mutató: A tezaurusz lexikai egységeinek betűrendes felsorolása. A mutatónak az a feladata, hogy a tárgyszavazást végző személy számára megvilágítsa azt a viszonyt, amit az adott tezauruszban a keresett deszkriptor és a hozzá értelmileg kapcsolódó deszkriptorok között definiálhatunk.[11]

### A tezauruszcikkek szerkezete
- Vezérdeszkriptor
  - H szinonimája (nem deszkriptor)
  - F fölérendeltje
  - A alárendeltje
  - T egésze (totum)
  - P része (pars)
  - R meghatározója (rezultáns)
  - E meghatározója (előfeltétel)
  - X rokonsági kapcsolat

#### A tezaurusz relációi
- Szinonima reláció: a jelet követő nemdeszkriptor a deszkriptorcikk élén álló vezérdeszkriptort helyettesíti
- Fölé- és alárendeltségi /generikus, nem-faj/ (F-A) reláció: a két fogalom egymásból lineárisan származtatható (valódi részhalmaz)
  - Fölérendeltség (F): mögötte levő fogalom fölérendeltje a vezérdeszkriptornak
  - Alárendeltség (A): mögötte levő fogalom alárendeltje a vezérdeszkriptornak
- Egész-rész (totum-pars) /szerkezeti/ (T-P) reláció, a fizikai, szerkezeti kapcsolat meghatározása:
  - egész (T): mögötte levő fogalom egésze a vezérdeszkriptornak
  - rész (P): mögötte levő fogalom része a vezérdeszkriptornak
- Rezultáns és előfeltétel (R-E) reláció:
  - Rezultáns: „a vezérdeszkriptor által jelölt tárgy, folyamat stb. rendeltetése, okozata, eredménye, terméke, célja, tárgya, következménye (együttvéve: meghatározottja) a jelet követő deszkriptor által jelölt folyamat, tárgy stb. (együttvéve: meghatározó).”
  - Előfeltétel: kiindulás: a vezérdeszkriptor által jelölt folyamat, tárgy stb. létének, létrehozásának, működésének, meghatározásának oka, előidézője, eszköze, alapja, kialakulása, azaz meghatározója.
- Rokonsági (X) reláció: más módon ki nem fejezhető kapcsolat, ellentét, hasonlat, vagy személynév.

Az alaphelyzetben természetesen csak egynyelvű, könyv alapú tezauruszok főleg szaknyelvek igényei alapján készülnek.
Informatikai fejlesztések eredményeképp a fogalmak közötti relációkat különféle vizuális eljárásokkal megjelenítik.

## Külső hivatkozások
- Országos Széchényi Könyvtár tezaurusza[halott link] Az ISO 2788-86 nemzetközi és az MSZ 3418-87 magyar tezauruszszabványoknak megfelelően készült.
- UNESCO Thesaurus